# Котова, Татьяна Владимировна
Татья́на Влади́мировна Ко́това (род. 11 декабря 1976 года в Коканд, Узбекская ССР, СССР) — российская легкоатлетка, прыгунья в длину, заслуженный мастер спорта России. Старший тренер Краснодарского края по лёгкой атлетике. Участница трёх Олимпийских игр.

## Карьера
В сборной команде России с 1997 года по 2011 год.
- Чемпионка России 1999—2002 годов
- Чемпионка Европы (2002)
- Чемпионка мира 1999, 2003 и проходившего в Москве чемпионата мира в помещении 2006 года.
- Бронзовой призёр Олимпиады в Афинах (2004), бронзовый призёр Олимпиады в Сиднее (2000) и чемпионата мира 2007 года.
- Победитель Кубков мира (2002) и Европы (2002).
- Победитель «Золотой лиги» (2000).

Личный рекорд — 7 м 42 см (2002).
Тренировалась под руководством мужа — Владимира Кудрявцева.
19 апреля 2009 года родила сына.
17 марта 2018 года родила дочь.

## Допинг-скандал
В 2013 году решением Всероссийской федерации легкой атлетики Котова была дисквалифицирована на два года за нарушение антидопинговых правил. Срок дисквалификации начался 29 января 2013 года. Положительная допинг-проба была взята 10 августа 2005 года на чемпионате мира в Хельсинки. Результаты спортсменки, показанные в период с 10 августа 2005 года по 9 августа 2007 года, были аннулированы, включая серебро чемпионата мира 2005 года и золото чемпионата мира в помещении 2006 года .